# Desafío 2005: Cabo Tiburón, Chocó, Colombia
Desafío 20-05, Cabo Tiburón, Chocó, Colombia fue la segunda temporada del Desafío. Fue emitido por el Canal Caracol en 2005, secuela de la primera temporada que resultó en un éxito. La dirección general estuvo a cargo de Pablo Garro.

## Equipos
| Capitanes                   | Capitanes             | Capitanes               |
| Juan David Posada*          | Iván Darío Correa*    | Santiago Zuleta*        |
| Concursantes                | Concursantes          | Concursantes            |
| Celebridades                | Sobrevivientes        | Retadores               |
| --------------------------- | --------------------- | ----------------------- |
| Faustino "El Tino" Asprilla | Paula Domínguez       | Vanessa Cañizales       |
| Luigi Aycardi               | Jean Pierre Mandonnet | Mario Alberto Caparroso |
| Héctor Buitrago             | Cristóbal Echavarría  | Álvaro Mesa             |
| Catalina Acosta             | Pedro Falla           | Mauricio Ochoa          |
| Tatiana de los Ríos         | Catalina Jaimes       | María Victoria Ramírez  |
| Carolina Sabino             | Carolina Lizcano      | Catalina Tarud          |

*: Fueron escogidos del (Desafío 2004).

## Resultados

### Desafíos Territoriales
| Prueba | Playa Alta     | Playa Media    | Playa Baja     |
| ------ | -------------- | -------------- | -------------- |
| 1      | Sobrevivientes | Retadores      | Celebridades   |
| 2      | Sobrevivientes | Retadores      | Celebridades   |
| 3      | Celebridades   | Sobrevivientes | Retadores      |
| 4      | Sobrevivientes | Retadores      | Celebridades   |
| 5      | Sobrevivientes | Celebridades*  | Retadores      |
| 6      | Retadores      |                | Sobrevivientes |
| 7      | Sobrevivientes |                | Retadores      |
| 8      | Retadores      |                | Sobrevivientes |
| 9      | Retadores      |                | Sobrevivientes |
| 10     | Sobrevivientes |                | Retadores      |

* Última prueba del equipo Celebridades antes de desaparecer.

### Tabla de Eliminación
| Participante | Etapa 1   | Etapa 1   | Etapa 1   | Etapa 1   | Etapa 1   | Etapa 2   | Etapa 2   | Etapa 2   | Etapa 2   | Etapa 2   | Fusión  | Fusión    | Fusión    | Fusión    | Fusión    | Fusión    | Fusión    | Fusión    | Fusión     |
| Participante | 1         | 2         | 3         | 4         | 5         | 6         | 7         | 8         | 9         | 10        | 11      | 12        | 13        | 14        | 15        | 16        | 17        | 18        | Gran Final |
| ------------ | --------- | --------- | --------- | --------- | --------- | --------- | --------- | --------- | --------- | --------- | ------- | --------- | --------- | --------- | --------- | --------- | --------- | --------- | ---------- |
| Tatiana      | Riesgo    | Juez      | Riesgo    | Inmune    | Riesgo    | Continúa  | Juez      | Juez      | Juez      | Continúa  |         | Continúa  | Salvación | Salvación | Riesgo    | Inmune    | Riesgo    | Finalista | 1°         |
| Álvaro       | Juez      | Riesgo    | Inmune    | Eliminado |           |           |           |           |           |           | Regresa | Inmune    | Inmune    | Riesgo    | Juez      | Juez      | Gana      | Finalista | 2°         |
| Catalina J.  | Inmune    | Inmune    | Juez      | Juez      | Inmune    | Juez      | Continúa  | Continúa  | Salvación | Juez      |         | Riesgo    | Continúa  | Inmune    | Riesgo    | Riesgo    | Gana      | 3°        |            |
| Capa         | Juez      | Riesgo    | Inmune    | Continúa  | Juez      | Juez      | Continúa  | Salvación | Inmune    | Juez      |         | Continúa  | Continúa  | Continúa  | Inmune    | Salvación | Eliminado |           |            |
| Vanessa      | Juez      | Salvación | Inmune    | Continúa  | Juez      | Riesgo    | Juez      | Juez      | Juez      | Continúa  |         | Continúa  | Juez      | Juez      | Salvación | Eliminada |           |           |            |
| Paula        | Inmune    | Inmune    | Juez      | Juez      | Inmune    | Juez      | Inmune    | Continúa  | Continúa  | Juez      |         | Salvación | Continúa  | Continúa  | Eliminada |           |           |           |            |
| Carolina L.  | Inmune    | Inmune    | Juez      | Juez      | Inmune    | Juez      | Riesgo    | Continúa  | Riesgo    | Juez      |         | Inmune    | Riesgo    | Eliminada |           |           |           |           |            |
| Jean Pierre  | Inmune    | Inmune    | Juez      | Juez      | Inmune    | Salvación | Juez      | Juez      | Juez      | Inmune    |         | Juez      | Eliminado |           |           |           |           |           |            |
| Luigi        | Riesgo    | Juez      | Salvación | Inmune    | Salvación | Continúa  | Inmune    | Juez      | Juez      | Salvación |         | Eliminado |           |           |           |           |           |           |            |
| Catalina T.  | Juez      | Riesgo    | Inmune    | Salvación | Juez      | Inmune    | Juez      | Juez      | Juez      | Eliminada | 6°      |           |           |           |           |           |           |           |            |
| Mauricio     | Juez      | Riesgo    | Inmune    | Continúa  | Juez      | Juez      | Salvación | Inmune    | Eliminado |           | 4°      |           |           |           |           |           |           |           |            |
| Cristóbal    | Inmune    | Inmune    | Juez      | Juez      | Inmune    | Juez      | Inmune    | Eliminado |           |           | 3°      |           |           |           |           |           |           |           |            |
| Tino         | Riesgo    | Juez      | Continúa  | Inmune    | Riesgo    | Juez      | Eliminado |           |           |           | 2°      |           |           |           |           |           |           |           |            |
| Pedro        | Inmune    | Inmune    | Juez      | Juez      | Inmune    | Eliminado |           |           |           |           | 5°      |           |           |           |           |           |           |           |            |
| Carolina S.  | Salvación | Juez      | Continúa  | Inmune    | Eliminada |           |           |           |           |           | 8°      |           |           |           |           |           |           |           |            |
| Catalina A.  | Riesgo    | Juez      | Eliminada |           |           |           |           |           |           |           | 10°     |           |           |           |           |           |           |           |            |
| Vicky        | Juez      | Eliminada |           |           |           |           |           |           |           |           | 7°      |           |           |           |           |           |           |           |            |
| Héctor       | Eliminado |           |           |           |           |           |           |           |           |           | 9°      |           |           |           |           |           |           |           |            |

     El participante gana el desafío de salvación.
     El participante gana el desafío final.
     El participante va a juicio sin inmunidad y no recibe votos.
     El participante recibe votos en el juicio pero no es eliminado.
     El participante no recibe votos de eliminación en el juicio pero recibe el voto de salvación de los jueces.
     El participante recibe votos de eliminación en el juicio y recibe el voto de salvación de los jueces sin que esto altere el resultado de la votación.
     El participante recibe la mayoría de votos de eliminación en el juicio y recibe el voto de salvación de los jueces, implicando la eliminación del siguiente participante con mayor votación.
     El participante es eliminado de la competencia.
     El participante es asignado como embajador en el equipo rival, recibiendo inmunidad en el siguiente juicio.
     El participante pierde la competencia por el reingreso.
     El participante gana la competencia por el reingreso.
     El participante es uno de los ganadores del Gran Desafío Final.
     El participante obtiene inmunidad por regresar a la competencia.